# Lukachukai
Lukachukai (navaho Lókʼaaʼchʼégai) és una concentració de població designada pel cens dels Estats Units a l'estat d'Arizona. Segons el cens del 2000 tenia 1.565 habitants.

## Demografia
Segons el cens del 2000, Lukachukai tenia 1.565 habitants, 423 habitatges, i 326 famílies La densitat de població era de 27,4 habitants/km².
Dels 423 habitatges en un 44,9% hi vivien nens de menys de 18 anys, en un 48,2% hi vivien parelles casades, en un 22,7% dones solteres, i en un 22,9% no eren unitats familiars. En el 21,3% dels habitatges hi vivien persones soles el 7,8% de les quals corresponia a persones de 65 anys o més que vivien soles. El nombre mitjà de persones vivint en cada habitatge era de 3,7 i el nombre mitjà de persones que vivien en cada família era de 4,41.
Per edats la població es repartia de la següent manera: un 41,1% tenia menys de 18 anys, un 10,7% entre 18 i 24, un 24,4% entre 25 i 44, un 16,4% de 45 a 60 i un 7,5% 65 anys o més.
L'edat mediana era de 24 anys. Per cada 100 dones de 18 o més anys hi havia 96,6 homes.
La renda mediana per habitatge era de 10.179 $ i la renda mediana per família d'11.250 $. Els homes tenien una renda mediana de 17.604 $ mentre que les dones 15.893 $. La renda per capita de la població era de 3.380 $. Aproximadament el 65% de les famílies i el 61,9% de la població estaven per davall del llindar de pobresa.
Segons el cens dels Estats Units del 2010 el 98,21% són nadius americans i l'1,15% blancs. El 0,96% de la població són hispànics.

## Poblacions més properes
El següent diagrama mostra les poblacions més properes.